# 酋长火星岩
酋长（El Capitan）是发现于火星珍珠湾区（MC-19）的一块层状岩石露头。该地质露头于2004年2月由“机遇号”火星车首次发现并观测到，它被以位于德克萨斯州境内的地形山-“酋长峰”之名命名。

## 另请查看
- 火星岩石列表
- 鹰撞击坑